# サン＝クルー
サン＝クルー（Saint-Cloud）は、フランス、イル＝ド＝フランス地域圏オー＝ド＝セーヌ県のコミューン。
セーヌ川をはさんで右岸のブローニュの森と向かい合っており、川を見下ろす傾斜の上にある。サン＝クルー公園は古くから知られる、パリ郊外有数の散歩道で、夏季の日曜日に開催されるサン＝クルー祭が人気を集める。数世紀にわたり、ヴェルサイユと同様にフランス史で重要な町であり続けた。
グループ・ダッソー本社が置かれており、また、現在もサン＝クルー住民の一人当たりの平均資産額は高く、2006年の全世帯平均所得税は33,770ユーロと、国内第23位であった。

## 地理
パリのノートルダム大聖堂の西約9.9マイル地点にあり、東部はブローニュ＝ビヤンクールと、北東部はブローニュの森があるパリ16区と、南部はセーヴルと接している。丘の上のコミューンであるため、あちこちに階段やエスカレーターがある。

## 都市計画
普仏戦争中であったパリ包囲戦でフランス軍が敗退し、休戦協定が結ばれた2日後の1871年1月28日、サン＝クルーは大火にみまわれた。19世紀末にかけ再建されたサン＝クルーは、以前より増して住宅都市の色彩が濃くなった。都市化が進んだのはセーヌ河岸の一画のみに凝縮され、多くの作家や芸術家がサン＝クルーを選んで移り住むようになった。

## 由来
5世紀、キリスト教の聖職者、聖クロドアルド（fr、クローヴィス1世の孫、クロドミル1世の子）は、フランク王族の血を引いた王子であった。彼は伯父が支配する宮廷の権力抗争から逃れようと、漁夫たちが暮らすセーヌ河岸のNovigentumへ移住した。彼はこの地に、トゥールのマルティヌスを祀る修道院を建て、560年に没した。死後に彼の墓で奇跡が起きたとされ、7世紀に列聖された。小さな村はSanctus Clodoaldusと名づけられ、Saint-Floud、Saint-Cloot、最終的にサン＝クルーとなった。聖クロドアルドは自分の荘園の権利をパリ司教に残しており、1839年までサン＝クルー公爵はフランス貴族の称号であった。
1789年、フランス革命後には聖人の名を冠している事が問題視され、短期間ポン＝ラ＝モンターニュ（Pont-la-Montagne）と改名された。

## 歴史

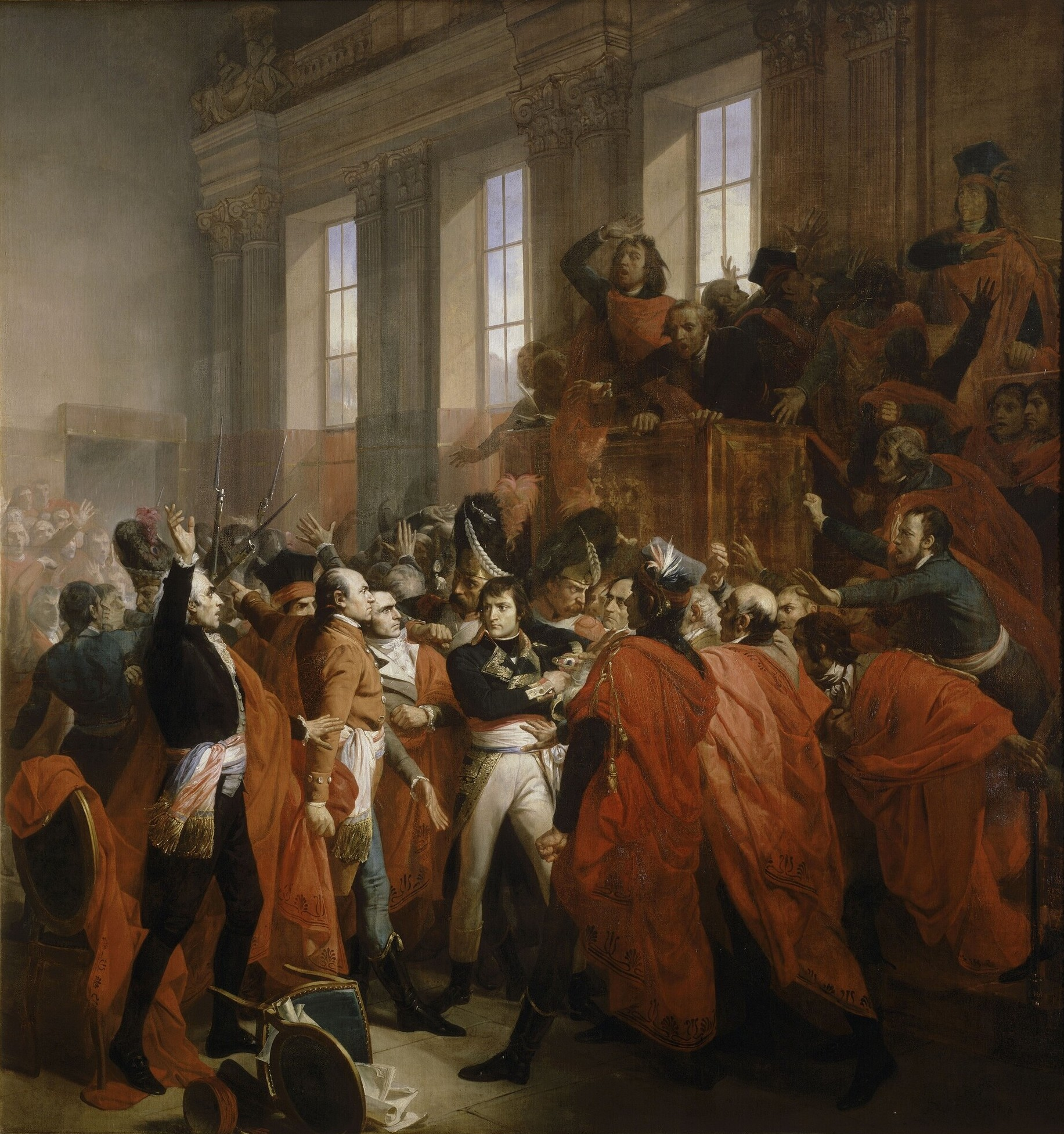
ブリュメール18日のクーデタ

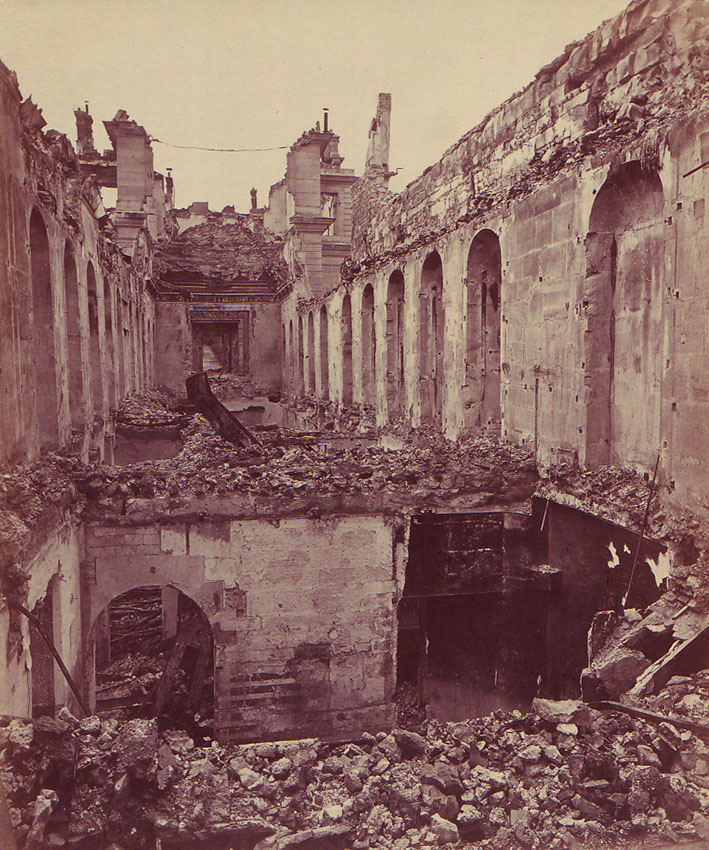
普仏戦争直後、廃墟と化した城

サン＝クルーは、ガロ＝ローマ時代に既にあった。野蛮なフランク人たちは、ラテン語でNovientosという名の定住地を数多く作り、その1つであった（Novientosとは新しい、という意味）。
サン＝クルーはノルマン人侵攻時にも知られ、百年戦争中の1411年にはブルゴーニュ派とアルマニャック派の抗争で焼け落ちた。
1588年のカトリック同盟軍のパリ包囲戦後、サン＝クルー城へ移り住んだアンリ3世は、1589年に城内でジャック・クレマンに暗殺された。
パリ近郊のサン＝クルー城と庭園は、1658年にオルレアン公フィリップ1世がつくった。1785年、ルイ16世は王妃マリー・アントワネットに頼まれて城を手に入れた。さらに、その国王一家と対立したオルレアン公ルイ・フィリップ2世もこの城で生まれ、フランス革命から19世紀を通じて、城はフランス史の重要な舞台となった。ナポレオン・ボナパルトは、ブリュメールのクーデターをここで起こし、城をお気に入りの住居とした。1810年、ナポレオンとマリー・ルイーズ・ドートリッシュの法律婚が城で行われた。1814年、プロイセン元帥ブルヒャーがサン＝クルー城へやってきた。ナポレオン戦争の復讐心に燃える彼は、タペストリーや絹布を傷つけ、部屋や図書館を荒らした。
1830年7月、シャルル10世は、憲章の廃止を盛り込んだサン＝クルー布告に城内で署名した。これをきっかけに彼は王位を追われた。
1870年7月15日、サン＝クルー城内にて、プロイセンへの宣戦布告が行われる会議が開催された。同年10月、パリ包囲戦後にプロイセン軍が城を占領した。プロイセン軍はフランスの建築物を守るのになんの関心もなく、火を防ごうともせず城を燃えるがままに放置した。幸運なことに、摂政皇后ウジェニーが、価値の高い芸術作品を城から出して倉庫へ移動させていた。

## 関係者
出身者
- マリー・ボナパルト - 精神分析学者。ボナパルト家の出で、夫のデンマーク及び旧ギリシャ王子ゲオルギオスは1957年同地サン＝クルーで死去。
- ミノ・シネル - ミュージシャン
- ポール・ラスヌ - サッカー選手

居住その他ゆかりある人物
- エドヴァルド・ムンク（画家） - 絵画を学びにパリ留学。印象派やポスト印象派、ナビ派を主に学んだ。サン＝クルーに滞在居住。
- シャルル・グノー（作曲家） - 代表作は『ファウスト』『ロメオとジュリエット』など。パリ6区生まれ。サン＝クルーで死去。
- フローラン・シュミット（作曲家） - 20世紀初頭の芸術家サークル「アパッシュ」（en）メンバー。サン＝クルー居住、ヌイイ＝シュル＝セーヌで死去。
- ジャンヌ・パキャン（クーチュリエ、ファッションデザイナー）
- リノ・ヴァンチュラ（男優） - 1987年、当地で死去。
- ベルナール・ブリエ（男優） - 1989年、当地で死去。
- イザベル・ユペール（女優） - 当地のリセに通っていた。
- ジョゼフ・フーシェ - サン＝クルーの風見鶏と呼ばれたフランス革命～ナポレオン帝政時代の政治家。

## 交通
- 道路 - A13
- 鉄道 - トラム2号線、SNCFフランス国鉄
- バス - イル・ド・フランス地域圏交通連合（fr）経営のRATP（fr）、ノクタリアン（fr）、イル・ド・フランス・バス（fr）、ヴェオリア・バス（fr）など複数の路線がある。

## 姉妹都市
- フラスカーティ、イタリア
- コルトレイク、ベルギー
- ウィンザー・アンド・メイデンヘッド、イギリス
- セントクラウド (ミネソタ州)、アメリカ合衆国
- ボアディーリャ・デル・モンテ、スペイン